# Mad Dog McCree
Mad Dog McCree är ett laserdiscspel utgivet av American Laser Games. Spelet debuterade 1990, då som arkadspel.

## Handling
Mad Dog McCree och hans gäng har kidnappat borgmästaren och hans dotter, och spelaren antar rollen som den person som skall rädda dem. Spelaren slår sig genom banor som utspelar sig på barer och banker.

### Fotnoter
1. ↑  ”Mad Dog McCree”. Gamespot. http://www.gamespot.com/mad-dog-mccree/. Läst 13 september 2008.
2. ↑  ”Mad Dog McCree” (på engelska). Mobygames. http://www.mobygames.com/game/mad-dog-mccree. Läst 18 juni 2014.